# Blauer See (Imotski)
Der Blaue See (kroatisch Modro jezero oder Plavo jezero) liegt am Grunde einer Doline am Rande der Stadt Imotski in Kroatien. Den Namen verdankt er seiner intensiv blau schimmernden Farbe.
Die Höhe des Wasserspiegels schwankt je nach Niederschlagsmenge erheblich. Gut gefüllt hat der See eine Tiefe von etwa 100 Metern. In trockenen Sommermonaten kommt es aber auch vor, dass er völlig austrocknet. Der Durchmesser der Doline beträgt etwa 600 Meter. Die Felsen ragen zwischen 400 und 900 Meter in die Höhe.
Am oberen Rand der Doline befindet sich die Burg Topana, die bereits im 10. Jahrhundert in einer byzantinischen Schrift erwähnt wurde. Sie ist der Ursprung der Stadt Imotski, die sich am Fuße der Burg und am Rande des Einsturztrichters ausbreitet. Das Stadtzentrum ist vom See nur wenige Gehminuten entfernt. Auf einem befestigten Weg, der anlässlich eines Besuchs von Kaiser Franz Joseph angelegt wurde, kann man problemlos zu Fuß zum See gelangen.
Die Einwohner Imotskis nutzen den See im Sommer zum Baden. Ist er ausgetrocknet, wird auf seinem Grund traditionell ein Fußballspiel ausgetragen.
Etwa einen Kilometer nordwestlich des Blauen Sees befindet sich der Rote See (kroatisch Crveno jezero), eine der größten wassergefüllten Dolinen der Welt.

## Galerie

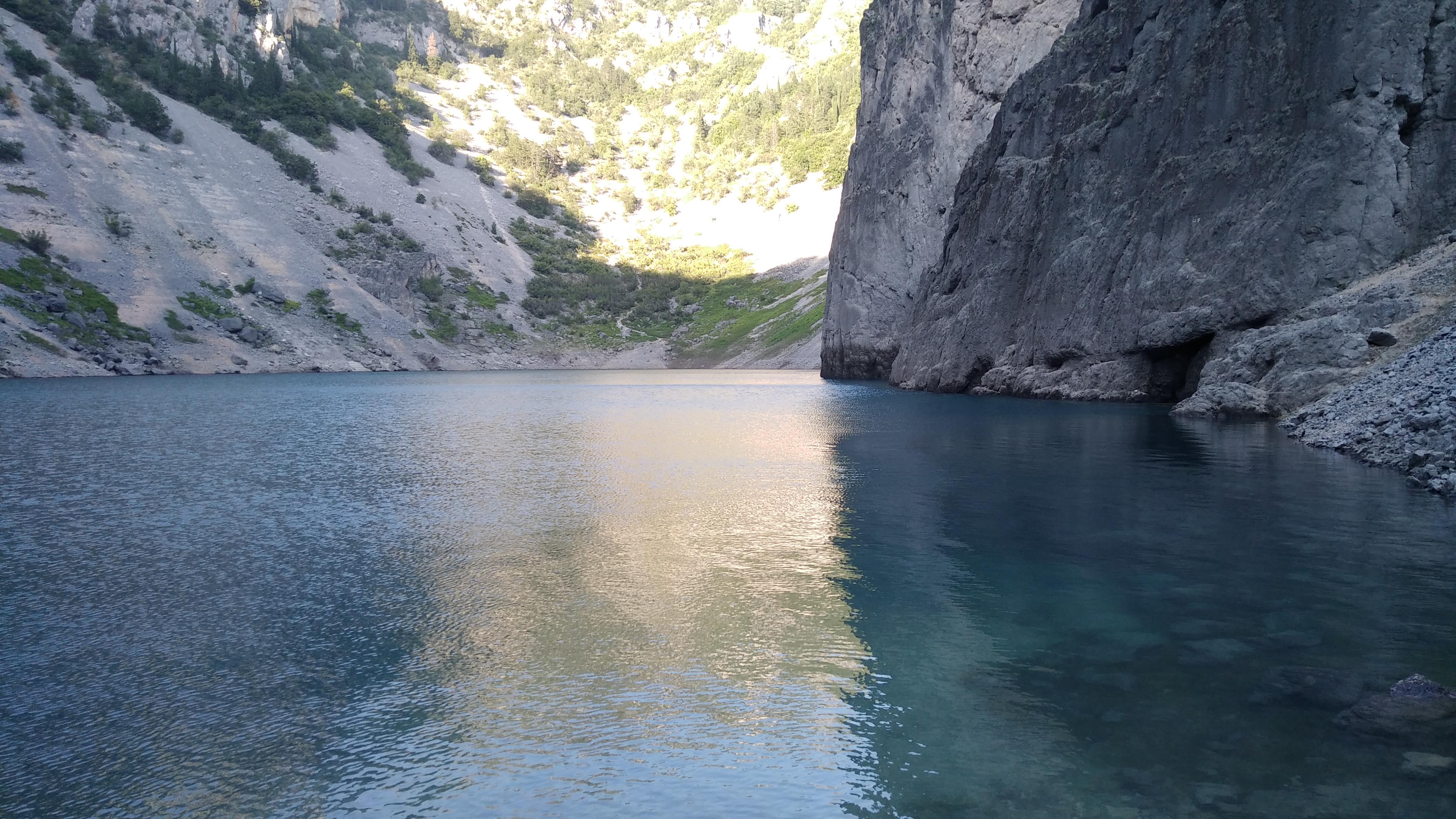
Blick über die Wasseroberfläche
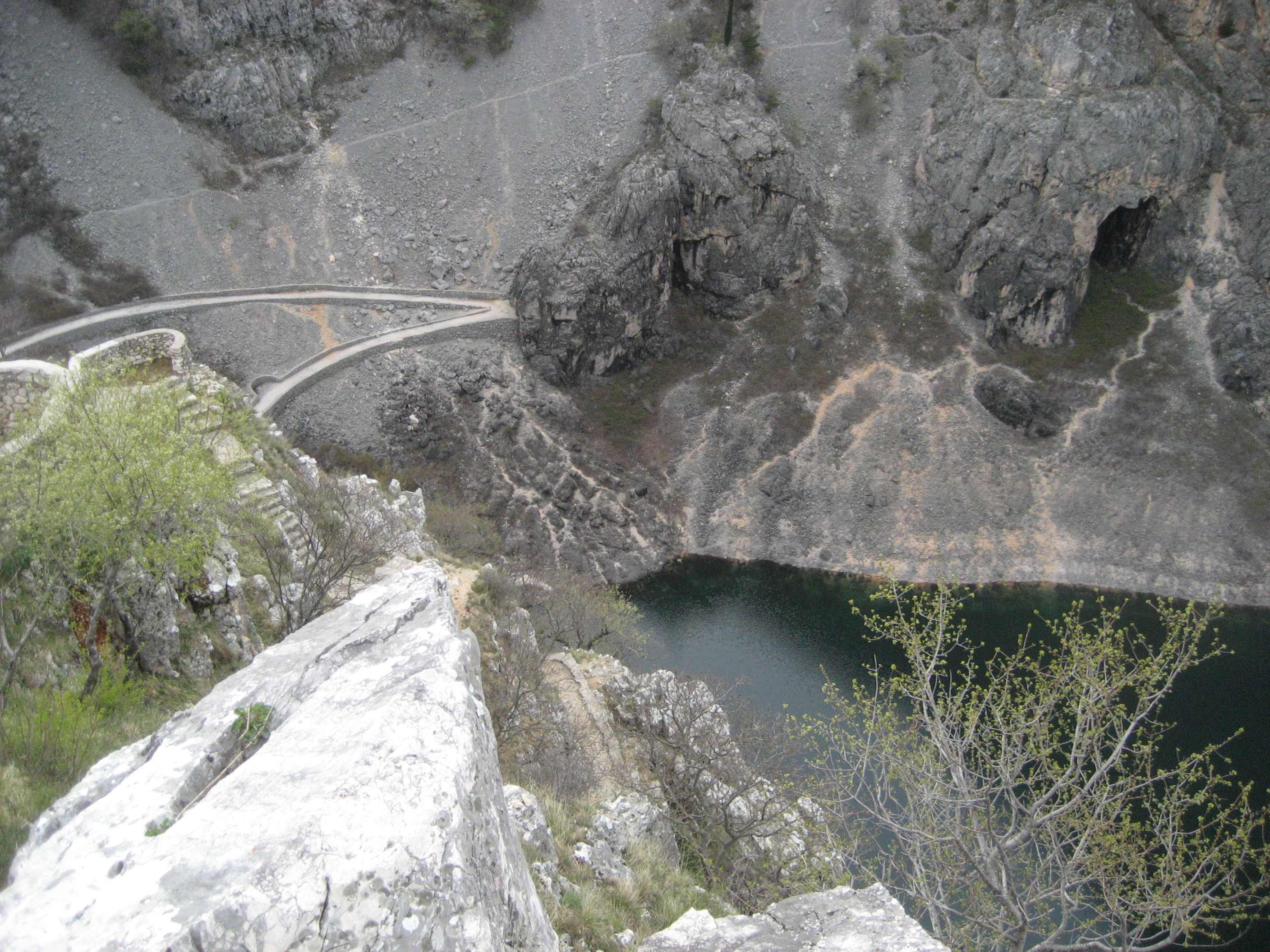
Abstiegsmöglichkeit zum Blauen See
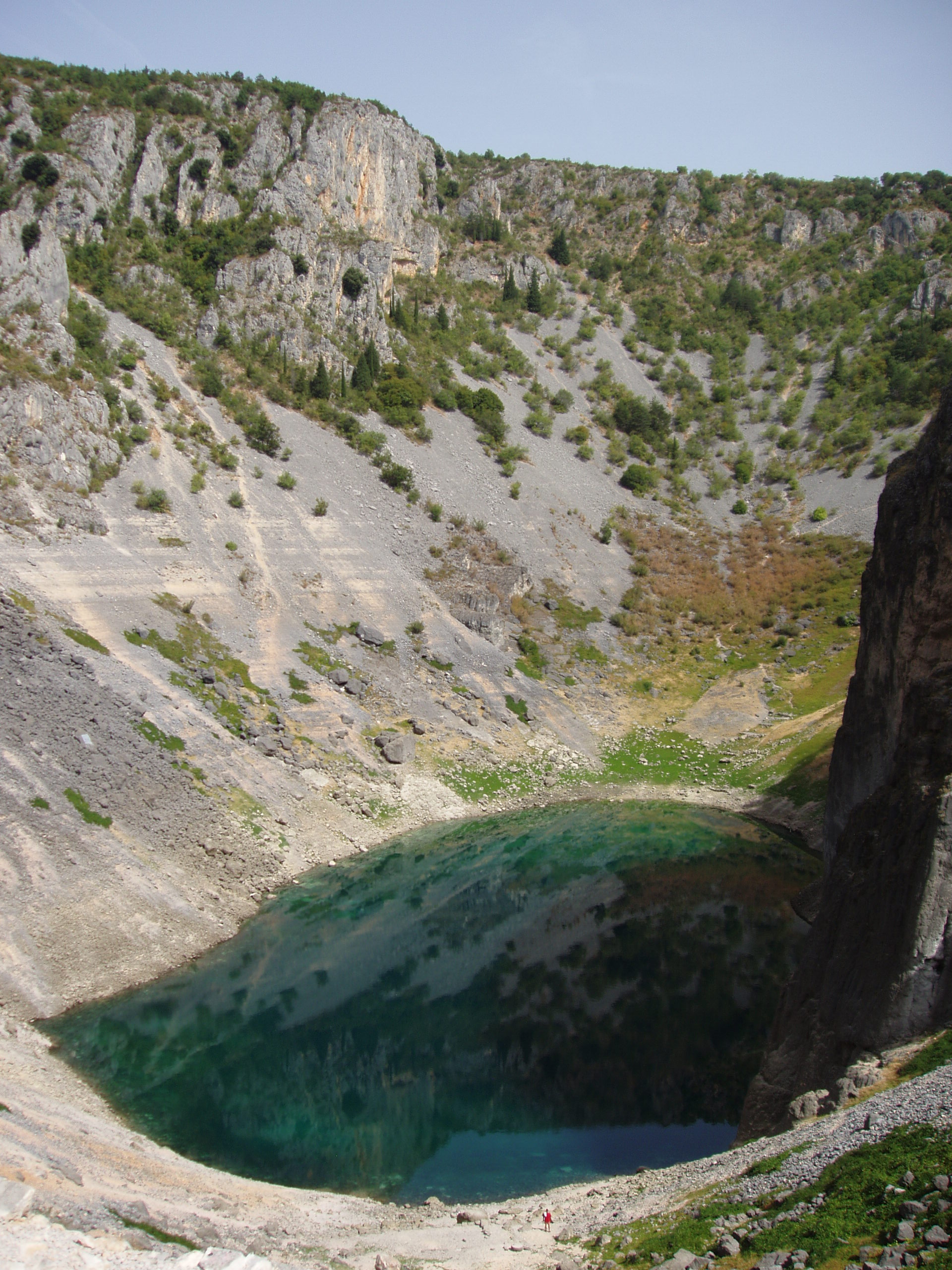
Blauer See
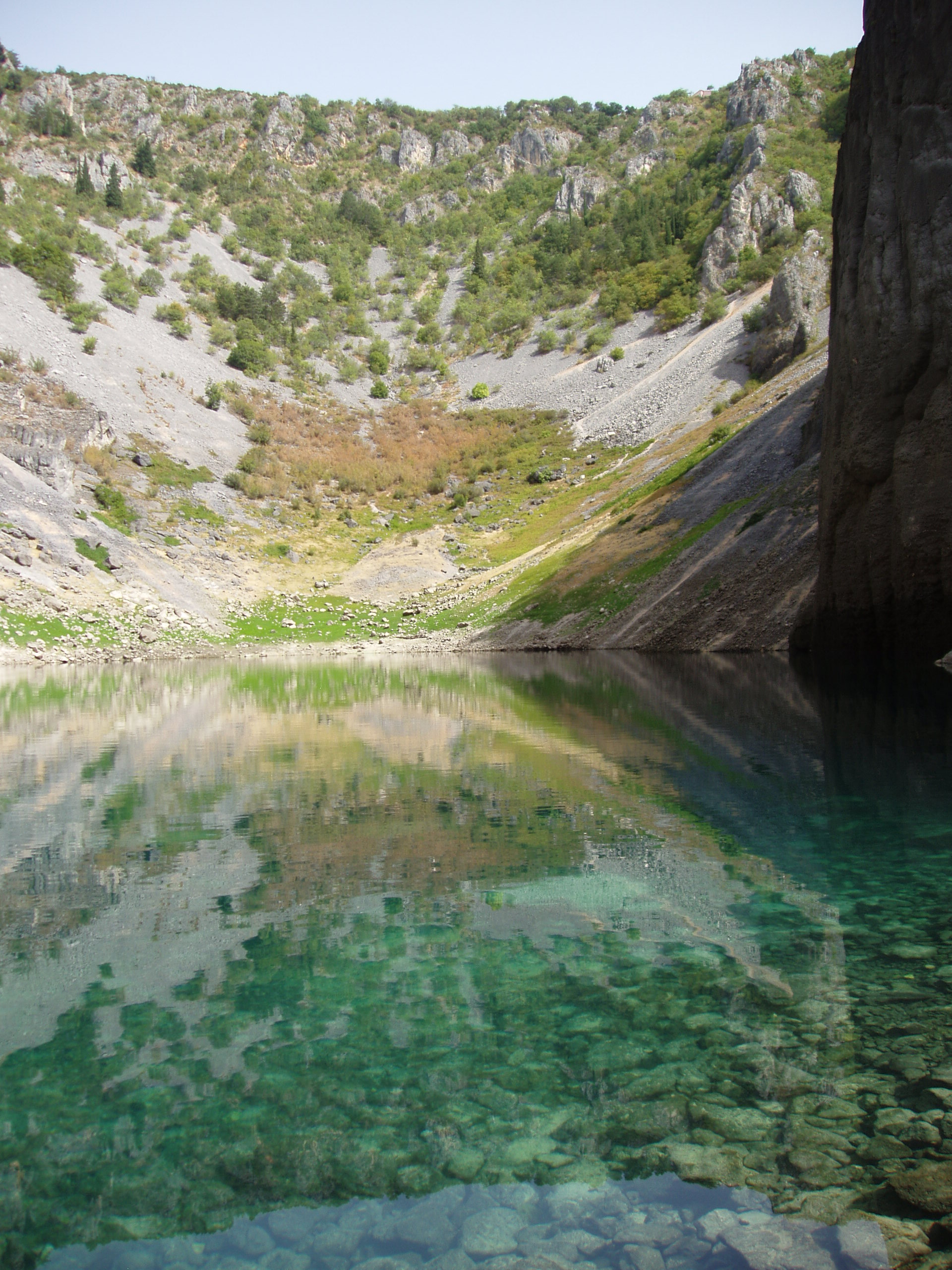
Am Ufer